# Triyatno
Triyatno (nascut el 20 de desembre de 1987) és un aixecador de peses d'Indonèsia.
Als Campionats Mundials Júniors 2006 guanyà la medalla de bronze en la categoria de 62 kg. Guanyà la mateixa medalla l'any següent.
Es classificava 9è als Campionats d'Halterofília Mundials 2006 en la categoria de 62 kg, i 7è als Campionats d'Halterofília Mundials 2007 en el mateix categoria.
Als Jocs Olímpics d'Estiu 2008 guanyà la medalla de bronze en els 62 kg.
Guanyà dues medalles de bronze als Mundials de 2009 i 2010, competint en 69 kg. i una d'argent als Jocs Olímpics de Londres 2012, en la mateixa categoria.